# Nathan de Gaza
Nathan Benjamín ben Elisha Haleví Ghazzati o Nathan de Gaza (Jerusalén, 1643-Skopie, 1680) (en hebreo: נתן העזתי‎) fue un teólogo y estudioso del Talmud y la Cábala. Estudió en su ciudad natal con Jacob Hagis y se estableció posteriormente en Gaza. Plasmó sus ideas en numerosas cartas abiertas y tratados, pero sobre todo en un manuscrito  El derrocamiento de las fuerzas enemigas, es decir, de aquellos que obstaculizan la redención, que fue escrito sobre 1670. Nathan enseñó que el alma del Mesías esta inextricablemente vinculada con el Árbol de la Vida desde el principio del mundo y nunca estuvo sometida a la "caída". También escribió el Tratado sobre los dragones en el que aclara que el "pneuma" existe desde antes de la creación del mundo y permanece en el gran abismo. Fue el descubridor de Shabtai Tzvi con el cual se reunió en Jerusalén, y se convenció de que era el Mesías y fue su apologista. Nathan murió en 1680 en Skopie (en la actual Macedonia del Norte) sumido en la pobreza, pero rodeado de muchos amigos y discípulos.